# Dolní Počernice
Dolní Počernice (en allemand Unter Miecholup) est un quartier pragois situé dans l'est de la capitale tchèque, appartenant à l'arrondissement de Prague 9, d'une superficie de 575,9 hectares est un quartier de Prague. En 2018, la population était de 2 624 habitants.
La première mention écrite de Dolní Počernice date du 1323. La ville est devenue une partie de Prague en 1974.